# DB Sicherheit
Die DB Sicherheit GmbH, vormals Bahnschutzgesellschaft GmbH (BSG), ist für die Sicherheit und Ordnung in Objekten und Anlagen sowie in Fahrzeugen der Deutschen Bahn zuständig.

## Unternehmen
Die DB Sicherheit GmbH ist als Unternehmen des DB-Konzerns einer der größten Sicherheitsdienstleister im Verkehrs- und Logistiksektor in Deutschland und Spezialist für die Bewachung und den Schutz offener, stark frequentierter und sensibler Verkehrssysteme. An mehr als 100 Standorten sind die insgesamt über 4.000 Sicherheitskräfte bundesweit in sechs Regionalbereichen im Einsatz. Diese sind unterteilt in die Regionen Mitte/Südwest, Nord, Nordost, Süd, Südost und West. Sechs regionale Lage- und Einsatzzentralen (LEZ) sind eng mit dem Sicherheitszentrum Bahn (SZB) verknüpft, in dem die überregionalen Geschehnisse bearbeitet werden. Über eine zentrale Rufnummer sind diese Lage- und Einsatzzentralen rund um die Uhr erreichbar. Die Zahl der Beschäftigten stieg laut Daten der DB von 4000 im Jahr 2017 auf 4300 im Jahr 2022.
| Jahr                            | 2017  | 2018  | 2019  | 2020  | 2021  | 2022  |
| DB-Sicherheitspersonal (bis zu) | 4.000 | 4.000 | 4.000 | 4.000 | 4.200 | 4.300 |

Das Aufgabengebiet der DB Sicherheit umfasst im Wesentlichen folgende Tätigkeitsbereiche: Security-Consulting, Sicherheits- und Ordnungsdienste bspw. an Bahnhöfen, aber auch Werk- und Objektschutz (z. B. unternehmenseigener Bahnhofgebäude, Geschäftsgebäude bzw. -werke, Busse, Bahnen und Bahnanlagen) sowie Pforten- und Empfangsdienste, Zugbegleitungen und Fahrkartenprüfdienste. Prävention und ein umfangreiches Angebot an Sicherheitstechnik ergänzen das Portfolio. Außerdem ist die DB Sicherheit für Schutz und Absicherung von Veranstaltungen der Deutschen Bahn oder von öffentlichen Veranstaltungen mit Bahnbezug tätig. Mit speziellen Einsatzteams begegnet die DB Sicherheit den besonderen Herausforderungen im Bahnbetrieb wie Buntmetalldiebstahl, Graffiti und dem Schutz der kritischen Infrastruktur.
Im Rahmen einer Ordnungspartnerschaft wurde die Kooperation mit der Bundespolizei ausgebaut und seit November 2000 patrouillieren Mitarbeiter der Bundespolizei und der DB Sicherheit gemeinsam auf Bahnhöfen und in Zügen. Mit etwa 200 Nachwuchskräften, die jährlich zur Fachkraft für Schutz und Sicherheit ausgebildet werden, ist die DB Sicherheit GmbH einer der größten Ausbildungsbetriebe in der Sicherheitsbranche.

## Ausbildung
Die Grundvoraussetzung ist die abgelegte Sachkundeprüfung im Bewachungsgewerbe nach § 34a der Gewerbeordnung. Um das Ausbildungsniveau im Unternehmen zu erhöhen, setzte die Deutsche Bahn auf den dreijährigen Ausbildungsberuf Fachkraft für Schutz und Sicherheit. Die Auszubildenden werden zusätzlich zum Ausbildungsrahmenplan während der Ausbildung in die Grundzüge der Bahnbetriebskunde und örtlich bedingte Tarife eingewiesen.

## Ausrüstung
Zur Ausstattung gehört als Notwehrmittel der Einsatzstock, das Tierabwehrspray, Handfessel, Einsatzhandschuhe, Schutzweste und Funkgerät oder Diensthandy als Einsatzmittel. An den Notwehr- und Einsatzmitteln werden die Mitarbeiter regelmäßig in Theorie und Praxis geschult.
Inzwischen setzt das Unternehmen auch Drohnen (Multicopter) zu unterschiedlichen Zwecken ein sowie für den Streifendienst in Bahnhöfen, Zügen und Außenbereichen auch Diensthunde.
Zusätzlich werden zivile Einsatzteams zur deliktspezifischen Kriminalitätsbekämpfung eingesetzt sowie seit 2016 bundesweit Bodycams auf großen Bahnhöfen und bei Sport- und Großveranstaltungen.

## Befugnisse
Mitarbeiter der DB Sicherheit sind nach § 855 BGB Besitzdiener der DB AG. Sie verfügen somit über das Hausrecht in allen Zügen, Objekten und Anlagen der Deutschen Bahn und setzen dieses durch.
Zusätzlich sind die Prüfer des Fahrkartenprüfdienstes berechtigt, Fahrkartenkontrollen in allen Objekten der DB durchzuführen. Diese Kontrollen werden sowohl von Streifen in Unternehmensbekleidung wie auch von Zivilstreifen durchgeführt.
Die Mitarbeiter der DB Sicherheit sind jedoch nicht mit hoheitlichen Rechten ausgestattet. Die angewandten Rechtsgrundlagen entsprechen den Jedermannsrechten (vgl. Jedermann-Festnahme).
Seit November 2000 patrouillieren Mitarbeiter der Bundespolizei und der DB Sicherheit gemeinsam im Rahmen einer Ordnungspartnerschaft auf Bahnhöfen und in Zügen.